# Henri II. de Rohan

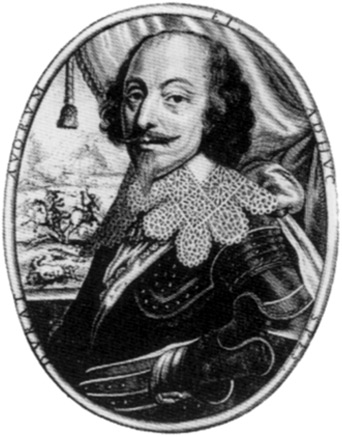
Henri de Rohan

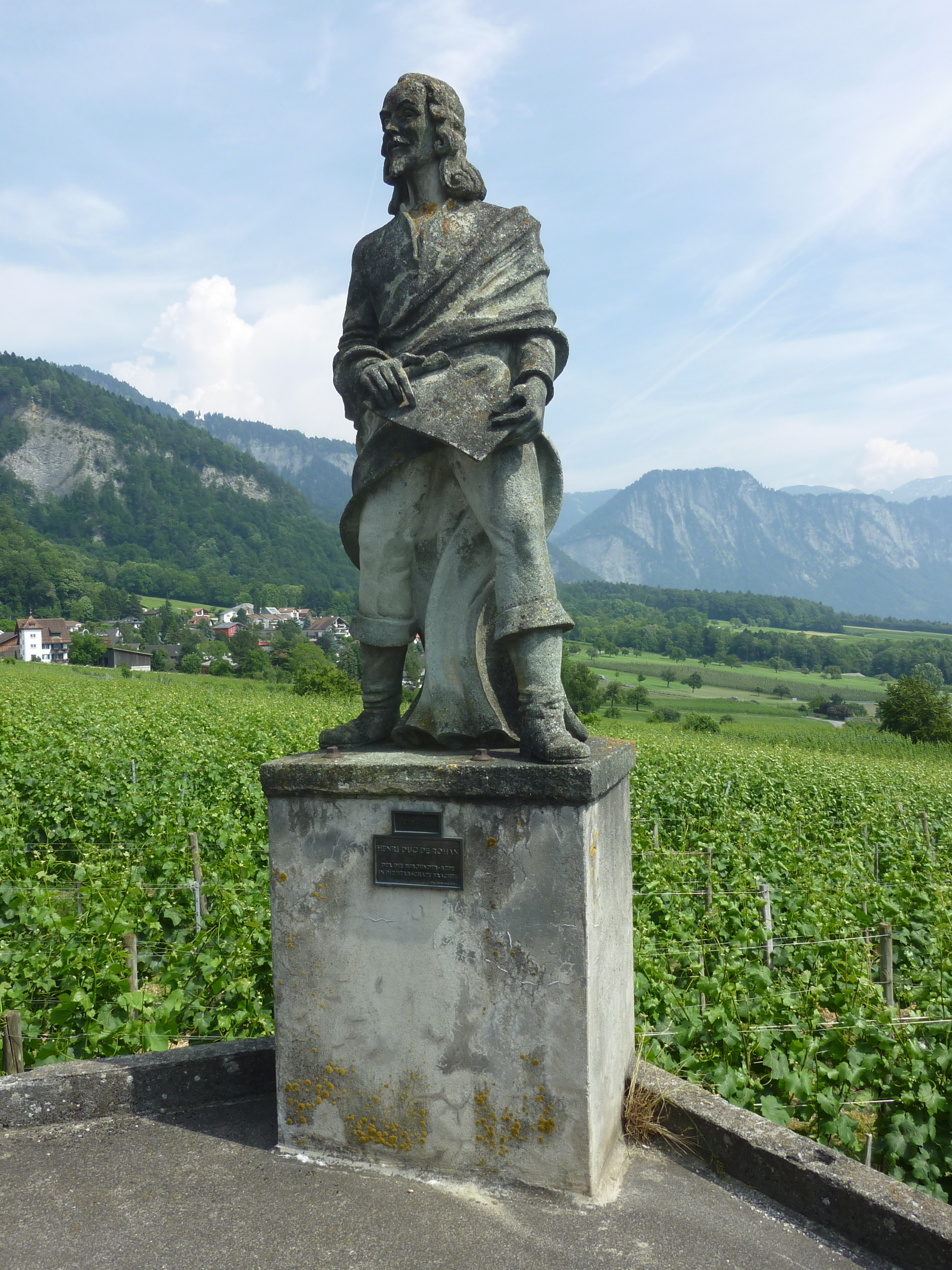
Denkmal bei Jenins

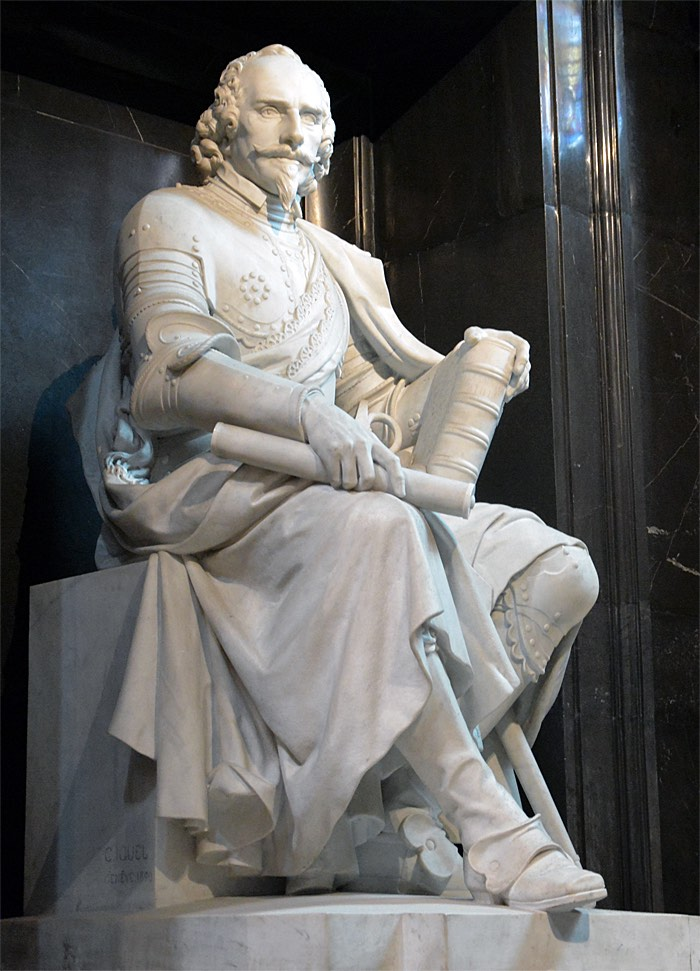
Statue von Henri de Rohan auf seinem Grabmal in der Kathedrale von Genf

Herzog Henri II. de Rohan-Gié, Fürst von Léon (* 21. August 1579 auf Burg Blain in der (damaligen) Bretagne; † 13. April 1638 in Königsfelden) war ein militärischer Anführer der Hugenotten in den Religionskriegen zwischen 1610 und 1629, später französischer Feldherr im Dreißigjährigen Krieg. Er entstammte der älteren Linie des Hauses Rohan, deren letzter männlicher Nachfahre er war.

## Leben
Henris Mutter war die Mathematikerin Catherine de Parthenay, sein Vater war René II. de Rohan. Zu seinen Geschwistern gehörten Benjamin de Rohan, Catherine de Rohan, eine Vorfahrin von Elisabeth II., sowie die Dichterin Anne de Rohan.
Henri kam im Alter von 16 Jahren an den Hof Heinrichs IV. Solange der König keine Erben hatte, wurde Henri, der durch ihren gemeinsamen Urgroßvater König Johann III. von Navarra sein Cousin 2. Grades war, als sein Nachfolger in Navarra betrachtet und im Jahr 1603 zum Herzog von Rohan, Pair von Frankreich erhoben. Von 1605 bis 1608 war er Colonel général der Schweizergarde in Paris und von 1618 bis 1626 Colonel général der französischen Kavallerie. Im Jahr 1605 heiratete er die Tochter Sullys.
Nach der Ermordung des Königs, die seine Hoffnungen zerstörte, galt er als Haupt der Hugenotten. Nachdem seine Bemühungen für eine gütliche Beilegung des Konflikts zwischen diesen und dem Hof gescheitert waren, griff er zu den Waffen, befestigte die hugenottischen Sicherheitsplätze in der Guyenne, verteidigte Montauban gegen den König und zwang diesen endlich zur Bestätigung des Edikts von Nantes im Frieden von 1622. In seiner Person gefährdet, entschied er sich 1625 abermals für den Krieg und zwang Richelieu zum Vertrag vom 5. Februar 1626 (siehe auch Hugenottenaufstände).
Später siegte Rohan trotz seiner geringen Macht bei Revel in der Grafschaft Foix und bei Pamiers. Nach der erfolgreichen Belagerung von La Rochelle im Jahre 1628 behielt er als einziger den Mut, den Kampf fortzusetzen, und brachte es durch seine Ausdauer zu dem Frieden vom 27. Juli 1629, welcher die Protestanten zwar ihrer politischen Bedeutung beraubte, aber die Religionsfreiheit sicherte. Er verhandelte darauf eifrig mit der Hohen Pforte über Abtretung der Insel Zypern, wo er alle verfolgten Protestanten vereinigen wollte.
Von Ludwig XIII. im Jahr 1631 nach Graubünden gesandt, um den Befehl über die dort von Frankreich angeworbenen Truppen zu übernehmen, warf er 1634 unterstützt durch Jörg Jenatsch die Spanier und Österreicher aus dem Veltlin. Zwei Jahre später (1636) besiegte er die Spanier am Comersee, nachdem er den Herzog von Lothringen aus dieser Gegend vertrieben und auch die Kaiserlichen und Spanier wiederholt geschlagen hatte. Doch am 26. März 1637 musste Rohan angesichts der vorrückenden Truppen der Drei Bünde die Rohanschanze bei Landquart räumen, sich zurückziehen und sich anschließend ergeben. Daraufhin wurde er seines Kommandos enthoben und nach Frankreich zurückgerufen. Stattdessen begab er sich nach Genf und im Folgejahr an den Rhein in das Lager des Herzogs Bernhard von Sachsen-Weimar, wurde aber am 28. Februar 1638 in der Schlacht bei Rheinfelden schwer verwundet und starb am 13. April in Königsfelden.

## Nachkommen
Sein umfangreiches Erbe, darunter das Château de Pontivy, fiel an seine einzige überlebende Tochter Marguerite de Rohan (1616/17–1684) mit Marguerite de Béthune. Trotz zahlreicher Ehebewerber teils königlichen Geblüts ging sie im Jahr 1645 eine Liebesehe mit dem mittellosen katholischen Kleinadeligen Henri Chabot (1615–1655) ein. Sie erreichte gegen den Widerstand der jüngeren Rohan-Linie, dass ihr Mann zum 2. Herzog von Rohan erhoben und ihr illustrer Familienname an ihre Kinder weitergegeben wurde, wodurch die Familie Rohan-Chabot (des Mannesstammes Chabot) entstand. Diese Familie ist bis heute auf dem Schloss Josselin in der Bretagne ansässig.

## Werke
- Mémoires sur les choses advenues en France depuis la mort de Henri IV jusqu'à la paix au mois de juin 1629. Paris 1630.
- Mémoires et lettres sur la guerre de la Valteline. Paris 1758.